# 近接航空支援
近接航空支援（英語: Close Air Support, CAS）は、火力支援目的に行われる航空作戦 。

## 方法

### 区分
アメリカ空軍では、対地上攻撃任務は近接航空支援（CAS）と航空阻止（AI）の2つに区分される。CASは「地上部隊にごく近接した、航空攻撃による直接支援」とされるが、この「近接」とは、1991年の湾岸戦争の時点では火力調整線（fire support coordination line: FSCL）の内側を意味していた。FSCLの内側では、全ての航空攻撃が地上指揮官によって指定され、前線航空管制官（FAC）によって統制されることとされた。また北大西洋条約機構（NATO）では、AIのうち比較的近距離のものを戦場航空阻止（BAI）として独立した概念とし、これをCASと統合した攻勢航空支援（offensive air support: OAS）という分類を設けている。

### 指揮統制
アメリカ空軍では、航空任務命令 (ATO) に基づく周期型の指揮統制を行っており、近接航空支援も基本的にこれに組み込まれている。近接航空支援で必要な空地協同を担うのが航空支援作戦センター (Air Support Operations Center) であり、また1965年の陸・空軍の共同覚書に基づき、ASOCから事前計画要請の管理を引き継いで戦術航空統制センター（Tactical Air Control Center: TACC）が設置された。アメリカ空軍では、TACCの設置と同時にASOCも直接航空支援センター (DASC) へと改編されたが、NATOではASOCという名称が使われ続けた。一方、アメリカ海兵隊航空部隊は、近接航空支援については師団のDASC航空支援センター（Division Air Support Centers: DASCs）を通じて実施するシステムを用いており、湾岸戦争でATOシステムに組み込まれた際には友軍相撃の不安を感じていた。
火力支援という性格上、最前線で活動する味方地上部隊との綿密な調整と、攻撃機に対する厳格な統制が必要とされる。これは射爆撃の効果を最大化するとともに、誤爆を防ぐためのものであり、そのプロセスで重要な役割を果たすのが末端攻撃統制官（terminal attack controller: TAC）である。歴史的に、航空兵を地上に配置することによって空地協同に必要な「エアマンシップ」が提供されてきた。また地上だけでなく、観測機などに搭乗した要員が攻撃を統制する場合もあり、こちらを機上前線航空管制官（A-FACあるいはFAC(A)）と称する。
アメリカ空軍の場合、末端攻撃統制下士官（Enlisted Terminal Attack Controller: ETAC）と航空連絡将校（Air Liaison Officer: ALO）から構成される戦術航空統制班 (TACP) と、特殊作戦端末攻撃管制官（Special Operations Terminal Attack Controller: SOTAC）という二系列でTAC要員が発展してきた。その後、2000年代初頭より、アメリカ軍におけるTAC要員の共通資格として統合末端攻撃統制官（JTAC）の制度が開始された。

### 実施要領
CASの要請は、計画的に行われる場合と緊急で行われる場合とがある。計画的なCASは、大規模な諸兵科連合作戦の一環として行われることが多く、地上部隊は目標の位置や攻撃予定時刻などを常に把握したうえで行動できることから、誤爆の危険を減らすことができる。
緊急のCASの場合、航空機が目標に向かって飛行している間に、地上のTAC要員などが航空機の指揮官と連絡し、目標の位置や周囲の地形・天候、CASに対して想定される敵の攻撃などについて協議する。航空機の使用する兵器によっては、上空に到着した後に地上側が目標を標示する必要があり、例えばレーザー誘導兵器を使用するなら、レーザー目標指示装置を使うと最も正確に標示することができる。また発煙弾や照明弾などが用いられる場合もある。

## 歴史

### 戦間期
第一次世界大戦で航空機が大規模に実戦投入されると、まもなく対地攻撃にも用いられるようになり、味方の部隊のすぐ近くにある敵の前線を爆撃し、機銃掃射するという近接航空支援のコンセプトが開発された。その取り組み方は国によって様々で、イギリスやアメリカは対地支援を副次的任務と見做し、専門の部隊や装備を開発しなかったのに対し、ドイツやフランスは専門の部隊を組織し、特にドイツではその任務のために改良を施した航空機も配備された。
大戦末期の攻撃の成功には、ほとんど常に慎重な空地協同計画が含まれていたが、戦間期、空軍力がその独立性を強めるのに伴って、ほとんどの国で空地協同は後退した。戦略爆撃は戦争の帰趨を決しうるし、戦場での航空阻止も空軍力の効率的な使用法であるのに対して、近接航空支援は最も困難で、非効率かつ無駄な使用法であると論じられた。特に第一次大戦において非常な犠牲を強いられた経験と、独立軍種として独自のアイデンティティを確立する必要があったことから、イギリス空軍は近接航空支援に否定的であった。
イギリスに並んで歴史ある独立空軍種であるドイツ空軍は、戦略爆撃や航空優勢確保といった独立性の強い任務を好む点では他国の空軍種と同様だったが、一部の戦力を地上支援に投入する意思を示しているという点で一線を画していた。1934年には、スウェーデンとの合同演習を経て、CASにおける急降下爆撃に着目した。
これに先立って、アメリカ海兵隊航空部隊はバナナ戦争での介入部隊を支援するためにCASの開発に着手しており、ドイツ空軍も、急降下爆撃についてはアメリカ海軍・海兵隊からも着想を得ている。ただしアメリカでも、陸軍航空隊では、32個飛行隊のうち対地支援に充当されたのは2個のみで、しかもこれらの飛行隊もCASよりは航空阻止を重視しており、1934年までに、「敵地上部隊の撃破」の優先順位は敵の航空機・基地・兵站への攻撃よりも低く、4番目に格下げされていた。

### 大戦期
第二次世界大戦の電撃戦において、ドイツ空軍のJu 87「シュトゥーカ」急降下爆撃機による近接航空支援は極めて重要な役割を果たした。特にナチス・ドイツのフランス侵攻におけるドイツ急降下爆撃機の成功はアメリカ陸軍航空軍に衝撃を与え、海軍の協力を受けて急降下爆撃機の整備に着手した。
空地協同訓練の不足により、1942年から1943年にかけての北アフリカ戦線では、連合国軍地上部隊への航空支援はほとんど提供されないままだったが、1943年からのイタリア侵攻を通じて、1944年までに、アメリカとイギリス連邦諸国により、近接航空支援のためのシステムが即興で構築されていった。戦闘爆撃機の主力は、アメリカ軍ではP-47サンダーボルト、イギリス軍ではホーカー タイフーンであり、またこれとは別にB-25・26といった双発爆撃機やA-20攻撃機もCASに投入された。
独ソ戦（大祖国戦争）にてドイツ空軍と対峙した赤色空軍は、赤軍の航空部隊として位置付けられていたこともあって、伝統的に地上軍に対する近接航空支援を重視していた。そのための航空機として配備されていたのがシュトゥルモヴィークであり、特に新鋭のIl-2による攻撃は、ドイツ機甲部隊にとって最大の脅威であった。また日本陸軍でも、シュトゥルモヴィークに相当する任務を行う攻撃機を「襲撃機」と称して配備しており、「軽快な低空運動性・低搭載量・低常用高度・固定機関砲装備・装甲装備」が航空撃滅戦を主任務とする爆撃機との主な違いであった。

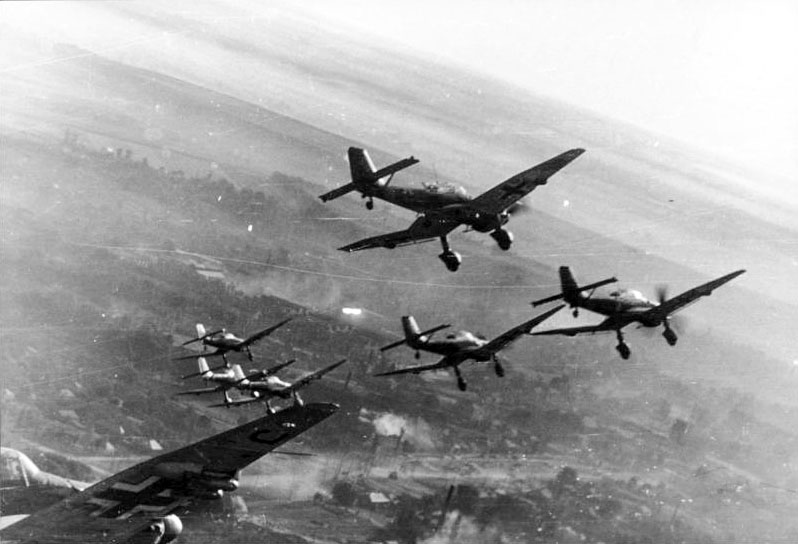
独ソ戦中のJu 87 スツーカ
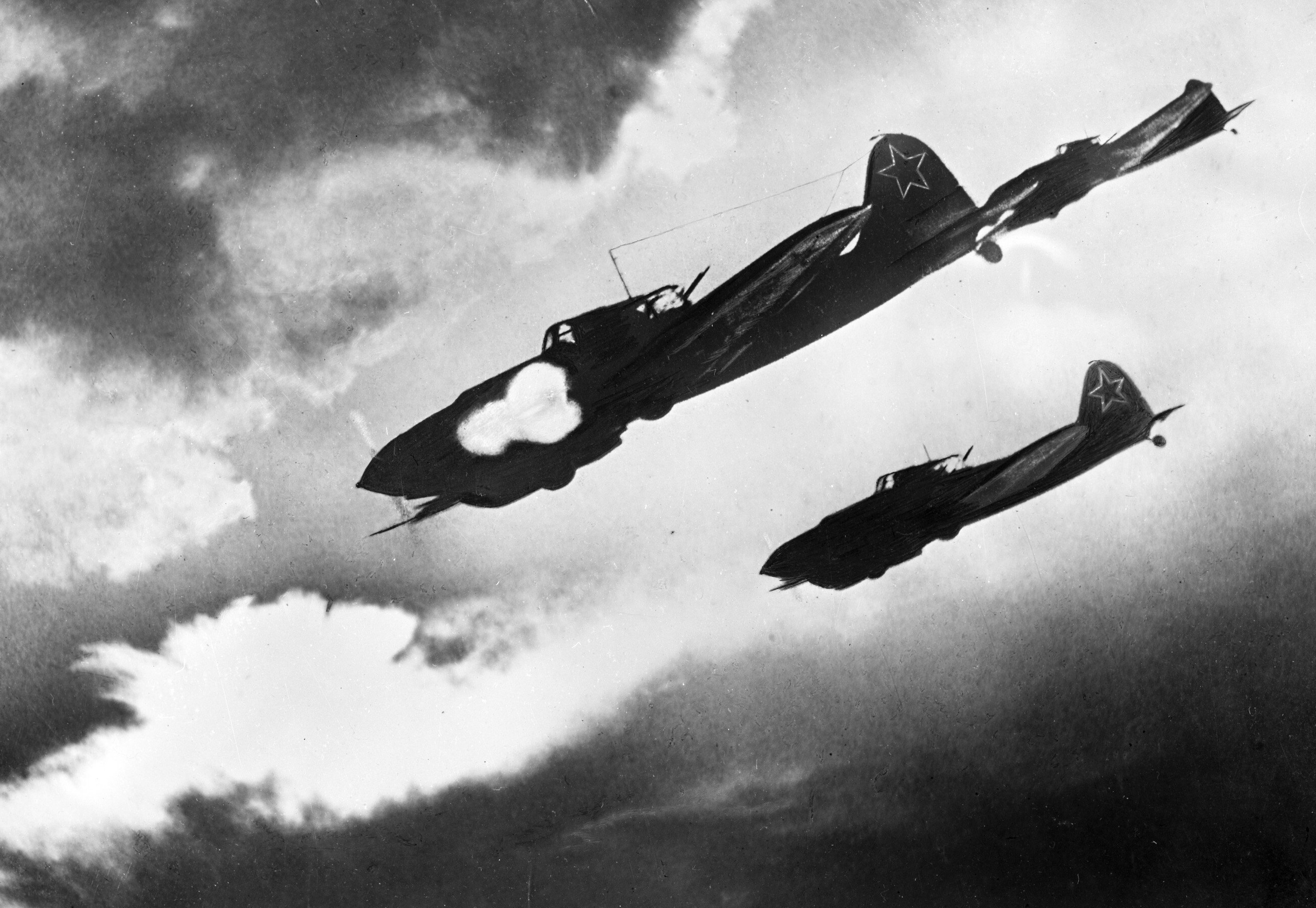
クルスク戦車戦でのIl-2 シュトゥルモヴィーク
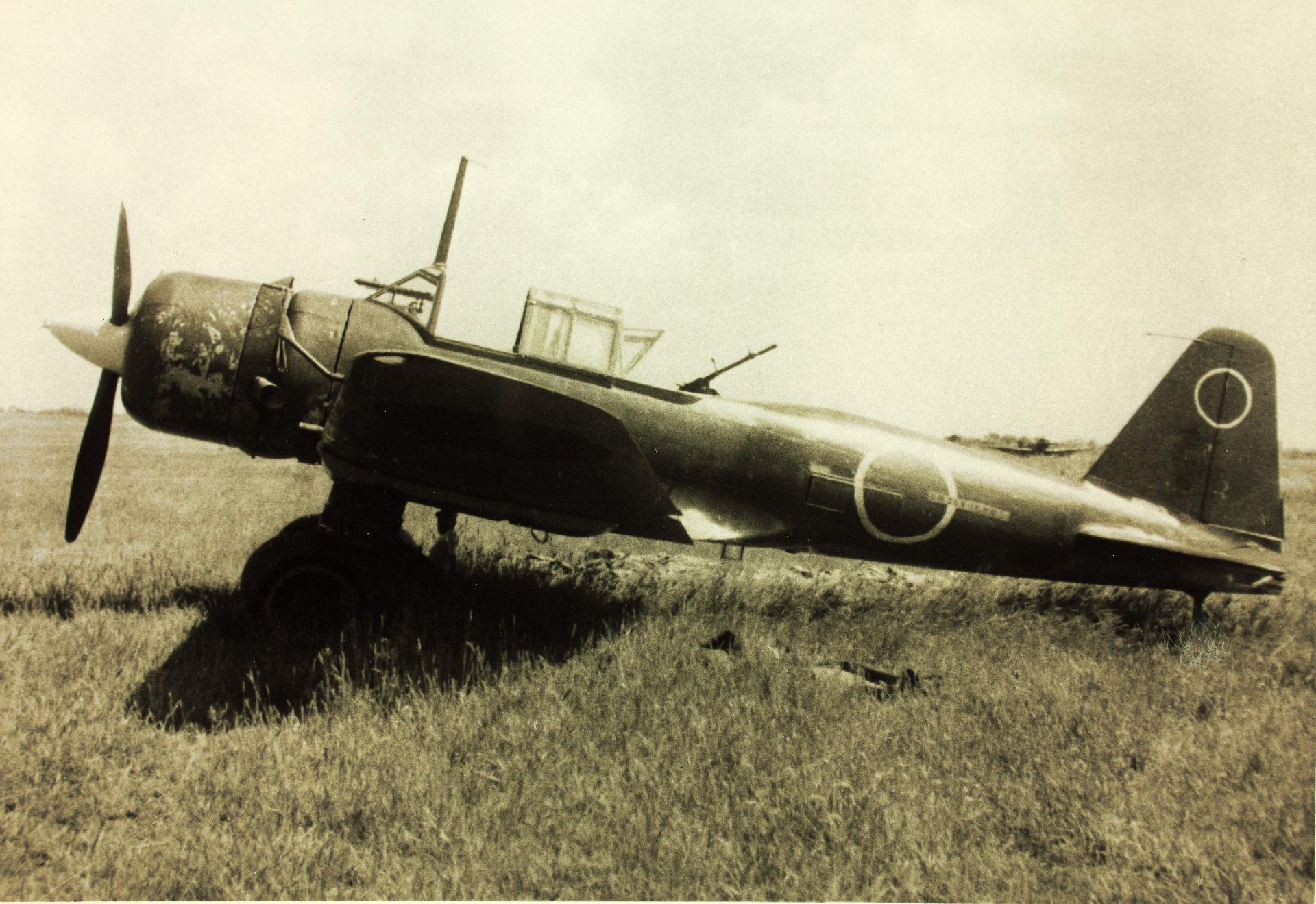
日本版シュトゥルモヴィークともいえる存在である九九式襲撃機

### 大戦後
大戦後に成立したアメリカ空軍は高価な爆撃機とジェット要撃機に重点を置き、対地支援の役割を事実上放棄していた。1950年に朝鮮戦争が勃発すると、特に緒戦では投入できる機体が限られた上に日本の基地から運用せざるを得なかったこともあって、アメリカ空軍による対地支援に対しては常に不足が指摘されていた。これに対し、海兵隊は師団より上の階梯での支援火力（軍団砲兵など）が乏しかったこともあって、緊密な空地協同の伝統を維持していた。このためもあり、仁川上陸作戦の際にはマッカーサー元帥は作戦区域の上空から空軍機を排除し、上陸作戦部隊はすべての航空作戦を第33海兵航空群 (MAG-33) に依存した。また空軍も対地支援への不満を解消するため努力し、本来は戦略爆撃用のB-29爆撃機まで戦場でのAI任務に投入したほか、CASに投入する航空機も増加させた。当初は不整地滑走路でも運用できて滞空時間も長いF-51 マスタングがCASに多用されたが、1950年12月にF-84E サンダージェットが到着すると、以後はこちらが主力となった。アメリカ極東空軍 (FEAF) の任務のうち23パーセントがCAS、55パーセントがAIであった。
ベトナム戦争にアメリカ軍が介入した当初、ジュネーヴ協定への配慮からジェット機の使用が制限され、CASにもプロペラ機、特にA-1E攻撃機が多用された。しかし1965年に地上部隊が投入されると制限が解除され、また北ベトナム側の防空能力向上に伴って1967年以降はA-1攻撃機の使用は縮小され、F-100やF-4が主に用いられるようになった。また厳密にはCASではなかったが、B-52爆撃機によって一定範囲を集中的に爆撃する手法は、陸軍から高く評価された。更に1961年からは、アメリカ陸軍はヘリコプターをベトナムの戦場に投入しており、武装ヘリコプター、後には合目的的に設計された攻撃ヘリコプターによる火力支援も行われた。なお固定翼機によるCASと区別するため、アメリカ陸軍では、当初、「直接航空火力支援」（direct aerial fire support）と称していた。
第二次世界大戦後、西側諸国ではCAS任務を対地攻撃用兵装の攻撃機や軽攻撃機が担当し、近接航空支援専用機はほぼ無くなっていた。アメリカ空軍でもCAS任務は戦闘機や攻撃機の付随的任務とみなされていたが、陸軍の攻撃ヘリコプターの登場によってCAS任務をこちらに移管することが検討されるようになったこともあり、空軍として初めてCAS任務を重視した機体としてA-10攻撃機が開発された。これはまた、ヨーロッパ正面で圧倒的優位にあるソ連地上軍に対し、機動戦と縦深戦闘によって対抗しようとする試みの一環でもあり、最終的にエアランド・バトルとして結実することになるが、これらの試みを通じて陸空協同は改善していった。
同機は湾岸戦争で実戦投入されたものの、イラクの抵抗が全体的に弱体だったことで、CASはかなり脇役的なものとなった。毎日の報告は1日に最大で500回に及ぶCASが行われていたことを示していたが、これは実態と乖離しており、実際にはAI的な任務であったか、射爆撃を行わなかったりした任務が相当数含まれていた。海兵隊の再調査では、これらの出撃のうち14％しか近接航空支援ではなかったと推定された。

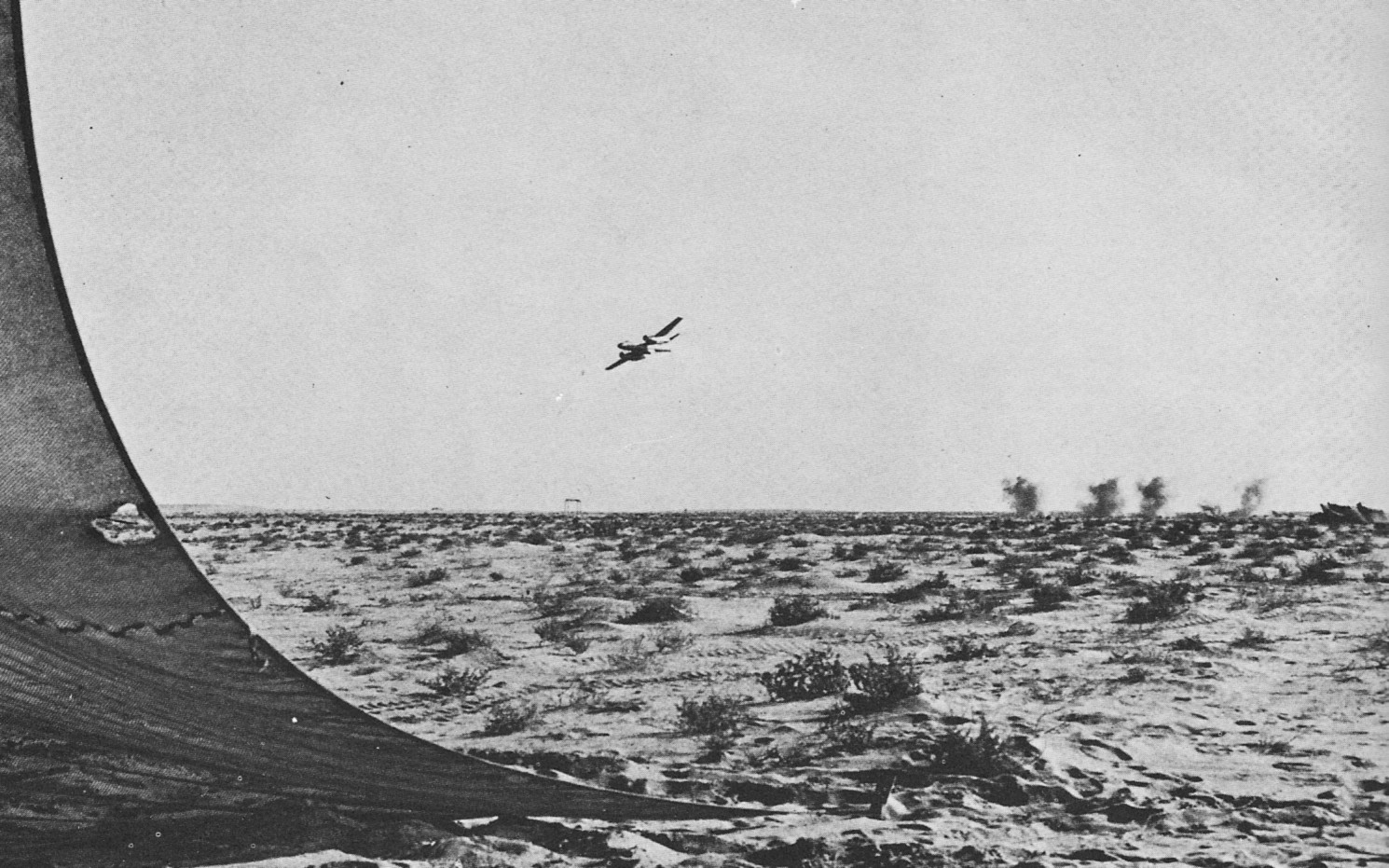
第三次中東戦争時のIl-28 ビーグル
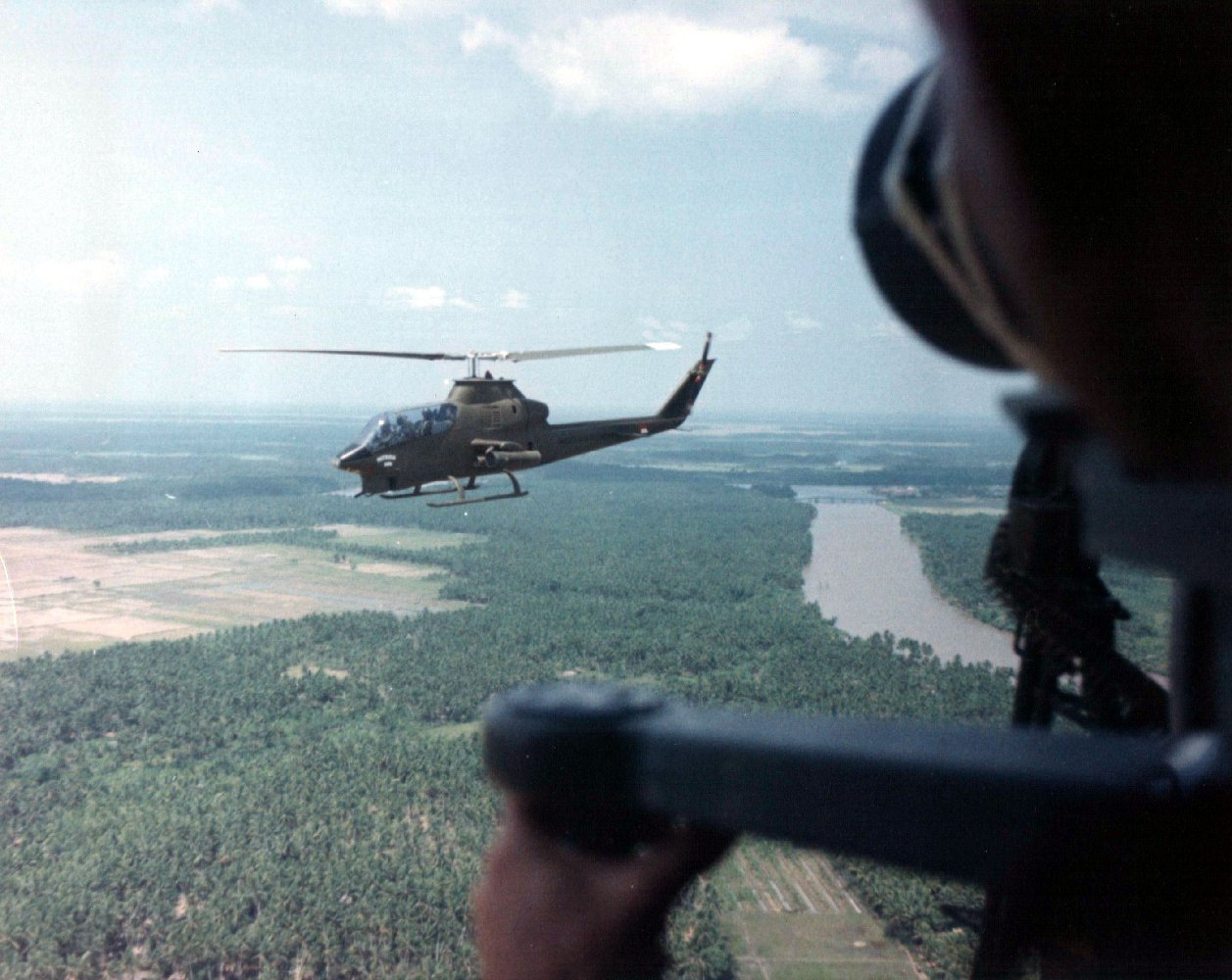
ベトナム戦争時のAH-1G コブラ
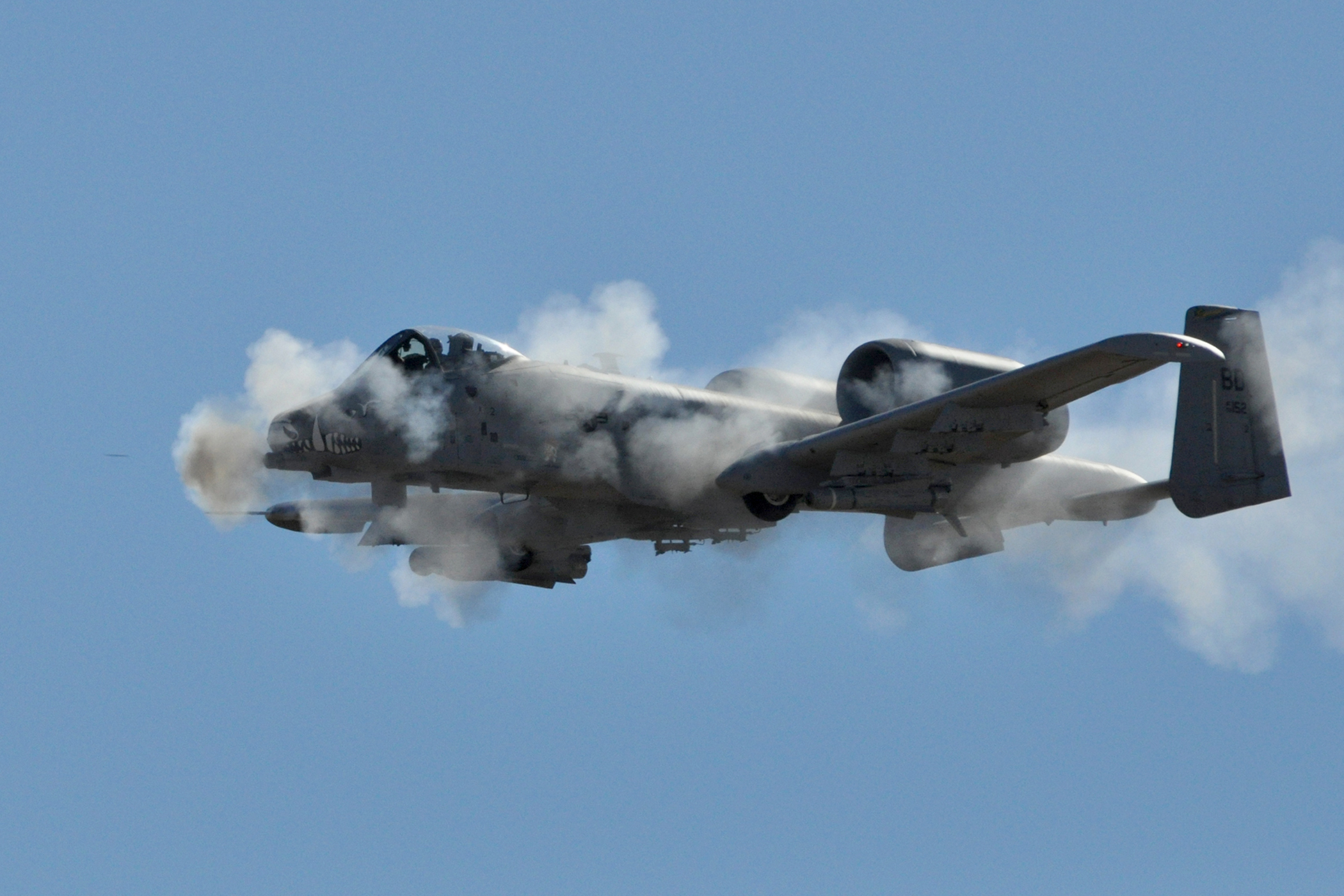
GAU-8 アヴェンジャーで射撃するA-10 サンダーボルトII